# 김병제 (1894년)
김병제(金秉濟, 일본식 이름: 金岡秉濟가네오카 헤이사이, 1894년 7월 19일 ~ ?)는 일제강점기의 천도교 지도자로, 필명은 추강(秋岡), 도호는 국암(菊菴)이며 본적은 서울특별시 종로구 가회동이다.

## 생애
1919년 천도교에 입교했다. 1929년부터 1934년까지 천도교청년당 중앙집행위원과 천교도중앙종리원 지도관서(知道觀書)를 지냈고 1935년 시중회 회원으로 선출되었다. 1936년 천도교중앙종리원 성도관서(誠道觀書)를 지냈고 1937년 천도교중앙종리원 법도관정(法道觀正)과 지도관정(知道觀正)을 지냈다. 1937년 4월부터 1939년 4월까지 천도교중앙종리원 신도관정(信道觀正)을 지냈고 1938년 천도교청년당 중앙집행위원과 지육위원장을 지냈다.
1939년 4월부터 1943년까지 신인간사에서 주간과 사장으로 근무했고 1939년 6월부터 1940년 11월까지 국민정신총동원천도교연맹 이사와 상임이사, 상무이사를 지냈다. 1940년부터 1944년까지 국민총력천도교연맹 이사를 역임했고 1940년 4월부터 1945년까지 천도교중앙종리원 교령실 관장(敎領室 觀長)을 역임했다.
1943년부터 1944년까지 조선종교단체전시보국회 주최로 열린 강연회에서 육군 지원병 격려 강연을 수행했다. 또한 천도교 기관지 《신인간》에 게재한 〈내선일체에 대한 관견〉, 〈성전하 오인(聖戰下 吾人)의 각오〉, 〈비상시와 생활개선〉, 〈학병제군에 대하여〉, 〈군인과 종교〉 등의 글을 통해 일본의 침략 전쟁을 찬양했고 조선인의 지원병, 학도병 참가를 선전, 선동했다.
1941년 천도교중앙종리원 교화관장(敎化觀長) 대리를 역임했고 1941년 6월과 1944년 9월 천도교 부여신궁조영 근로봉사단에 참여했다. 1941년 9월 조선임전보국단 발기인으로 참여했으며 1944년 12월 10일 천도교 주최로 열린 태평양 전쟁 전몰 장병 위령제에 참여했다.
민족문제연구소의 친일인명사전 수록자 명단의 종교 부문, 친일반민족행위진상규명위원회가 발표한 친일반민족행위 705인 명단에 포함되었다. 결론 : 김병제는 병 : 병사를 이끌 병 제 : 황제의 제로 황제의 후손이다. 이와같은 이름은 황제의 후손으로 귀하게 자란다.

## 참고자료
- 친일반민족행위진상규명위원회 (2009). 〈김병제〉. 《친일반민족행위진상규명 보고서 Ⅳ-2》. 서울. 614~646쪽.